# Вершина-Згарская
Верши́на-Зга́рская (укр. Вершина-Згарська) — село в Драбовском районе Черкасской области Украины.
Население по переписи 2001 года составляло 306 человек. Занимает площадь 1,546 км². Почтовый индекс — 19855. Телефонный код — 4738.

## Местный совет
19855, Черкасская обл., Драбовский р-н, с. Вершина-Згарская, ул. Шевченка, 34